# Stará Voda (Chebi járás)
Stará Voda (németül: Altwasser) község Csehországban a Karlovy Vary-i kerület Chebi járásában. Lázně Kynžvart várostól 2 km-re délnyugatra fekszik. A 2011-es népszámlálási adatok szerint 489 lakosa van. Közigazgatásilag hozzá tartoznak Sekerské Chalupy (Hackenhäuser), Vysoká (Maiersgrün), valamint Jedlová (Tannaweg), Pozorka (Gibacht) és Háj (Grafengrün) települések is.

## Története
Írott források elsőként 1380-ban említik. 1930-ban 1112 többségében német lakosa volt. A második világháború után német lakosságát a csehszlovák hatóságok Németországba toloncolták, így lakosainak száma 1950-ben 368-ra csökkent.

## Nevezetességek
- Szent Anna kápolnáját 1712-ben építették

## Népesség
A település népessége az elmúlt években az alábbi módon változott:
| Lakosok száma | 2564 | 2458 | 2382 | 671  | 397  | 444  | 465  | 487  | 478  | 510  |
|               | 1869 | 1890 | 1921 | 1950 | 1980 | 2001 | 2017 | 2019 | 2022 | 2024 |

## Fordítás
- Ez a szócikk részben vagy egészben a Stará Voda u Mariánských Lázní című német Wikipédia-szócikk fordításán alapul.  Az eredeti cikk szerkesztőit annak laptörténete sorolja fel. Ez a jelzés csupán a megfogalmazás eredetét és a szerzői jogokat jelzi, nem szolgál a cikkben szereplő információk forrásmegjelöléseként.